# 奈米龐克
奈米龐克(Nanopunk)是指科幻小說的一個新興子流派，與其前輩類型賽博朋克及其某些其他衍生物相比，仍處於起步階段。
該類型與生物龐克特別相似，但描述了一個世界，其中廣泛使用奈米材料，而奈米技術是社會上主要的技術力量。
目前，這種類型主要關注奈米技術的藝術、心理 和社會影響，而不是各個方面仍處於起步階段的奈米技術本身。與賽博龐克的特點不同，它具有堅韌不拔、低壽命但技術先進的特點，而賽博龐克則具有較黑暗的反烏托邦特徵，它可以檢查奈米技術的潛在風險，以及更樂觀的觀點，可以強調奈米技術的潛在用途。